# Batalha de Refugio
A Batalha de Refugio foi travada entre 12 - 15 de março de 1836, perto de Refugio, Texas. General mexicano José de Urrea e 1.500 soldados centralista lutaram contra Amon Butler King e seus 28 voluntários americanos e tenente-coronel William Ward e seus cerca de 120 americanos. A batalha, uma parte da Campanha de Goliad da Revolução Texas, resultou em uma vitória mexicana e resistência texano estilhaçada.

## Antecedentes
O coronel James Fannin e seus homens tinham melhorado as fortificações no antigo Presidio La Bahía e rebatizado de "Fort Defiance". Notícias do destino dos Texans sob Frank W. Johnson na Batalha de San Patricio e James Grant, na Batalha de Agua Dulce (ambos capturados em lutas anteriores) criou confusão ao invés de agitar os voluntários se reuniram na Goliad em ação. Simpatizantes centralistas no que se reuniram e invadiram Victoria no início do mês. Para piorar a situação, Fannin aprendi que alguns colonos que apoiaram a revolta estavam em perigo de avanço de Urrea.

## As batalhas
Em 10 de março, ele enviou William C. Francis na área de patrulha e mandou Amon B. King com uma pequena força e carroças para recolher as famílias e levá-los de volta para Goliad. 11 de março foi gasto reunindo famílias e carregar carroças para a viagem de retorno. No entanto, no dia 12, King decidiu enfrentar as forças centralista de Carlos de la Garza e os rancheiros que cavalgavam com ele. As forças de oposição provou ser superior imaginado. King, então, pediu a Fannin para enviar ajuda.
King e seu mustang de Kentucky refugiaram-se na Nuestra Señora del Refugio Mission em Refugio em 12 de março. Recebeu a notícia, Fannin despachado William Ward, comandando um grupo de Peyton S. Wyatt e o Batalhão de Geórgia para ajudar king. Ward fez o seu suporte na missão e uma furiosa batalha se seguiu. Apesar de bem sucedido em romper o cerco no dia 13, a chegada de Ward no Refugio iniciou um conflito sobre o comando entre os dois oficiais. Essa disputa fez com que os rebeldes de invadir vários destacamentos menores. King esquerda e arriscou a atacar uma fazenda nas proximidades, que se acredita ser centralistas, matando 8.
Quanto mais as tropas de Urrea começaram a chegar, lutando com Ward e os homens continuaram. Os grupos realizaram a sua própria no dia 14, repelindo quatro ataques e infligir pesadas baixas (80 - 100) e ferindo 50 das tropas mexicanas. Os texanos sofreram perdas ligeiras, (cerca de 15), mas agora estavam com pouca munição e suprimentos. King voltou de sua incursão na noite, mas não conseguiu chegar à missão para a segurança. Eles iriam lutar a partir de uma linha de árvores em frente a ele, perto do Rio Mission, onde também infligido pesadas perdas sobre o exército mexicano. Ward enviou um mensageiro James Humphries para Fannin para a direção. Edward Perry voltou com o texto de Fannin a recuar de volta para Victoria, onde as forças taxanas foram se reagrupar depois.
À noite, os grupos tentaram a fuga. Os feridos e alguns outros ficariam em segurança para trás. Sua fuga parecia bem sucedida no início, mas havia uma quantidade enorme de soldados mexicanos em espera. Cada grupo foi posteriormente derrotado e seus sobreviventes capturados pelas tropas de Urrea. Depois de batalhar por doze horas e infligir pesadas baixas, de seus inimigos, eles só sofrem um baixa e quatro feridos.32 homens e King se renderia no dia 15, após a pólvora restante tornou-se inutilizável, depois de atravessar o rio. Eles seriam devolvidos como prisioneiros de guerra à Missão Refugio.
Em 16 de março de quinze homens foram executados; King e os restos de suas tropas, e vários dos homens de Ward. Juan José Holzinger, um oficial alemão, mexicano, achou por bem poupar Lewis T. Ayers, Francis Dieterich, Benjamin Odlum e oito homens das famílias locais. Os restantes 15 homens foram poupados para servir o exército mexicano como artesãos (ferreiros e mecânicos).
Ward e a maior parte de seus homens fugiram em direção a Copano, em seguida, virou-se Melon e dirigiu-se para Victoria, onde ele pensou Fannin deve estar, ao ouvir o tiroteio em Coleto como eles mudaram. Em Victoria, que não encontraram tempo para descansar, mas também foi invadida por tropas de Urrea. O grupo foi forçado a se dispersar depois de um breve conflito eclodiu com a cavalaria de Urrea. Ficar fora das estradas principais que se moveu em direção Lavaca Bay, com dez deles acabaram escapando. O restante eram para ser capturado em 22 de março de Urrea, 3,2 km de Philip Dimmitt. Informado da rendição de Fannin, o grupo de Ward fora levados de volta para Victoria, onde Holzinger novamente salvou vinte e seis homens, por recrutar-los como trabalhadores para Urrea. Urrea havia deixado o coronel Telesforo Alavez, a cargo de Victoria. Señora Francita Alavez interveio com seu marido, bem como, para garantir que as vidas seriam salvas dos trabalhadores cativos. O restante foi enviado para Goliad em 25 de março.
Fannin soube de Ward e do destino de King no dia 17 e finalmente partiu para Victoria no dia 19, que provou ser tarde demais, como a ala direita do exército espanhol estava agora no lugar para capturar Fort Defiance. Fannin e seu comando nunca iria fazer isso para Victoria.

## Descrições e resultado
A maioria dos texanos que foram mortos na série de conflitos ou foram capturados e posteriormente e executados, alguns no Massacre de Goliad, ocorreu após King e o dilema de Ward. Fannin tinha recebido ordens do General Sam Houston, enquanto King e Ward foram longe que o orientou para evacuar Goliad e retirar-se para Victoria, o mais rapidamente possível. Relutante em sair antes de vários destacamentos voltarem, Fannin não conseguiu deixar Goliad à frente de avanço de Urrea, levando à Batalha de Coleto.

## Outras leituras
- Edmondson, J.R. (2000), The Alamo Story-From History to Current Conflicts, ISBN 1-55622-678-0, Plano, TX: Republic of Texas Press
- Groneman, Bill (1990), Alamo Defenders, A Genealogy: The People and Their Words, ISBN 0-89015-757-X, Austin, TX: Eakin Press
- Hardin, Stephen L. (1994), Texian Iliad – A Military History of the Texas Revolution, ISBN 0-292-73086-1, Austin, TX: University of Texas Press, OCLC 29704011
- Todish, Timothy J.; Todish, Terry; Spring, Ted (1998), Alamo Sourcebook, 1836: A Comprehensive Guide to the Battle of the Alamo and the Texas Revolution, ISBN 978-1-57168-152-2, Austin, TX: Eakin Press